# Saint-Jean-la-Vêtre
Saint-Jean-la-Vêtre és un municipi francès situat al departament del Loira i a la regió d'Alvèrnia-Roine-Alps. L'any 2007 tenia 352 habitants.

## Demografia

### Població
El 2007 la població de fet de Saint-Jean-la-Vêtre era de 352 persones. Hi havia 152 famílies de les quals 56 eren unipersonals (12 homes vivint sols i 44 dones vivint soles), 36 parelles sense fills, 32 parelles amb fills i 28 famílies monoparentals amb fills.
La població ha evolucionat segons el següent gràfic:
Habitants censats

### Habitatges
El 2007 hi havia 308 habitatges, 163 eren l'habitatge principal de la família, 68 eren segones residències i 77 estaven desocupats. 230 eren cases i 78 eren apartaments. Dels 163 habitatges principals, 122 estaven ocupats pels seus propietaris, 33 estaven llogats i ocupats pels llogaters i 8 estaven cedits a títol gratuït; 2 tenien una cambra, 8 en tenien dues, 18 en tenien tres, 31 en tenien quatre i 104 en tenien cinc o més. 96 habitatges disposaven pel capbaix d'una plaça de pàrquing. A 66 habitatges hi havia un automòbil i a 71 n'hi havia dos o més.

### Piràmide de població
La piràmide de població per edats i sexe el 2009 era:
| Homes | Edats   | Dones |
| ----- | ------- | ----- |
| 0     | 95 o +  | 0     |
| 0     | 90 a 94 | 4     |
| 0     | 85 a 89 | 4     |
| 0     | 80 a 84 | 0     |
| 16    | 75 a 79 | 24    |
| 24    | 70 a 74 | 12    |
| 16    | 65 a 69 | 16    |
| 8     | 60 a 64 | 16    |
| 8     | 55 a 59 | 4     |
| 12    | 50 a 54 | 8     |
| 24    | 45 a 49 | 16    |
| 12    | 40 a 44 | 16    |
| 24    | 35 a 39 | 16    |
| 12    | 30 a 34 | 12    |
| 0     | 25 a 29 | 8     |
| 12    | 20 a 24 | 4     |
| 8     | 15 a 19 | 8     |
| 4     | 10 a 14 | 4     |
| 8     | 5 a 9   | 8     |
| 12    | 0 a 4   | 12    |

## Economia
El 2007 la població en edat de treballar era de 205 persones, 148 eren actives i 57 eren inactives. De les 148 persones actives 144 estaven ocupades (81 homes i 63 dones) i 4 estaven aturades (3 homes i 1 dona). De les 57 persones inactives 17 estaven jubilades, 17 estaven estudiant i 23 estaven classificades com a «altres inactius».

### Ingressos
El 2009 a Saint-Jean-la-Vêtre hi havia 169 unitats fiscals que integraven 366 persones, la mediana anual d'ingressos fiscals per persona era de 13.926 €.

### Activitats econòmiques
Dels 21 establiments que hi havia el 2007, 1 era d'una empresa alimentària, 1 d'una empresa de fabricació d'altres productes industrials, 5 d'empreses de construcció, 4 d'empreses de comerç i reparació d'automòbils, 3 d'empreses de transport, 1 d'una empresa d'hostatgeria i restauració, 2 d'empreses immobiliàries, 1 d'una empresa de serveis, 2 d'entitats de l'administració pública i 1 d'una empresa classificada com a «altres activitats de serveis».
Dels 6 establiments de servei als particulars que hi havia el 2009, 2 eren paletes, 2 guixaires pintors, 1 fusteria i 1 perruqueria.
L'únic establiment comercial que hi havia el 2009 era una fleca.
L'any 2000 a Saint-Jean-la-Vêtre hi havia 15 explotacions agrícoles que ocupaven un total de 550 hectàrees.

## Equipaments sanitaris i escolars
El 2009 hi havia una escola elemental.

## Poblacions més properes
El següent diagrama mostra les poblacions més properes.